# Мутомбо, Эварист Кимба
Эварист Кимба Мутомбо (фр. Évariste Kimba Mutombo; 16 июля 1926, дер. Нкаса, Северная Катанга, Бельгийское Конго — 2 июня 1966, Леопольдвиль, Демократическая Республика Конго) — конголезский и катангский государственный деятель, сподвижник Моиза Чомбе. Министр иностранных дел Государства Катанга (1960—1963). Кратковременно занимал пост премьер-министра Конго (1965). Отстранён от власти и вскоре казнён в обвинению в заговоре против президента Мобуту.

## Журналист и сенатор
Родился в семье железнодорожника. Принадлежал к народности луба. Начальное образование получил в католических школах Элизабетвиля. Работал вместе с отцом на железных дорогах Катанги. Одновременно  в Школе Св. Бонифация изучал на вечерних курсах право, социологию и экономику.
В 1954 году занялся журналистикой. Вошел в редакционную коллегию газеты консервативной проколониальной элизабетвильской газеты Essor du Congo («Подъём Конго»), до  1960 года был ее главным редактором. В том же году был избран вице-председателем конголезского союза журналистов.
С конца 1958 года состоял в партии CONAKAT, созданной Моизом Чомбе и Годфруа Мунонго. Возглавлял ведомство торговли и промышленности в провинциальной администрации Катанги. На выборах 1960 года был избран в сенат.
Придерживался правых антикоммунистических взглядов. Выступал за максимальную автономию Катанги и сохранение связей с европейскими государствами, прежде всего с Бельгией.
Весной 1960 года был назначен помощником бельгийского начальника штаба за наблюдением за переходом страны к независимости, в июне был избран в сенат от Катанги.

## Министр Катанги
В июле 1960 года была провозглашена независимость Государства Катанга. В правительстве Моиза Чомбе около трёх недель курировал вопросы промышленности и торговли. С начала августа занял пост министра иностранных дел (промышленность и торговля перешли в ведение министерства экономики, возглавленного Саломоном Чизаном). Во главе катангского МИД добивался международного признания Катанги и федерализации Республики Конго.
Наряду с Годфруа Мунонго, Жан-Батистом Кибве, Жозефом Кивеле причислялся к ближайшему окружению президента Чомбе. Обвинялся в причастности к убийству Патриса Лумумбы.

## Премьер-министр Конго
В феврале 1963 года был назначен министром образования новой провинции Южная Катанга. С апреля по август он занимал должности министра экономики и информации провинции. В сентябре отправился в Европу «по состоянию здоровья». Вернулся в Конго в январе 1964 года был избран президентом центрального комитета организации Антанта Мулуба.
После поражения сепаратистов в Катангской войне временно отошёл от политики. Возобновил политическую деятельность осенью 1964 года, когда Чомбе возглавил центральное правительство Конго. Основал партию Entente BALUBAKAT, представляющую народность балуба, населяющую северные районы Катанги.
В этот период он дистанцировался от Чомбе и сблизился с президентом Конго Жозефом Касавубу. Партия Кимбы участвовала в создании оппозиционного правительству Конголезского демократического фронта (CDF). Несмотря на то, что весной 1965 года партия Чомбе CONACO одержала уверенную победу на парламентских выборах, CDF призвал Касавубу сменить главу правительства.
В октябре 1965 году президент Касавубу отстранил Чомбе от должности главы правительства. Его преемником, несмотря на отклонение кандидатуры парламентом, глава государства назначил Эвариста Кимбу. Одним из его первых решений стало восстановление дипломатических отношений с соседней Республикой Конго (Браззавиль), расторгнутых после свержения союзника Чомбе президента Юлу. Правительство Кимбы было более националистическим, чем администрация Чомбе, и стремилось ограничить влияние Запада в конголезских делах; оно было заметно менее лояльным по отношению к бельгийским интересам. Новая конголезская администрация стремилась улучшить отношения Конго с Организацей африканского единства, включая Эфиопию и Гану, и дистанцироваться от Афро-Малагасийскийского союза.
Месяц спустя, в результате военного переворота во главе с генералом Мобуту, Жозеф Касавубу был смещён. Новый глава государства отправил правительство в отставку.

## Заговор и казнь
Вместе с группой других бывших членов правительства планировали контрпереворот. Однако эти намерения стали известны органам госбезопасности режима Мобуту. 29 мая 1966 года он был арестован вместе с бывшим министром финансов Конго Эммануэлем Бамбой, бывшим министром обороны Жеромом Анани и бывшим министром энергетики Александром Махамбой. Примечательно, что Кимба был известен как сторонник Чомбе, Бамба — сторонник Касавубу, Анани — сторонник Адулы, Махамба — сторонник Лумумбы. Из этого можно сделать вывод о взаимоотношениях Мобуту с представителями самых различных политических сил.
Арестованные были обвинены в государственной измене и заговоре с целью свержения Мобуту. Им вменялась тайная связь с Бельгией, Франции, США и ФРГ. В ходе 90-минутного показательного процесса все четверо были приговорены к смертной казни. Международные протесты и обращения к Мобуту с просьбой сохранить им жизнь не возымели действия. Важную роль в решении о физической ликвидации Кимбы сыграл тогдашний министр юстиции Этьен Чисекеди, впоследствии считавшийся «лидером демократической оппозиции» режиму Мобуту.
2 июня 1966 года Эварист Кимба, Эммануэль Бамба, Жером Анани и Александр Махамба были повешены на леопольдвильском стадионе на глазах более чем 100-тысячной толпы.

## Память
День казни совпал с Пятидесятницей, потому четверо казнённых были названы Martyrs de la Pentecôte — Мученики Пятидесятницы. Стадион в Киншасе, где была совершена казнь, в 1997 году, после свержения Мобуту, переименован в Stade des Martyrs de la Pentecote — Стадион Мучеников Пятидесятницы.